# 浜田多実雄
- 濱田多實雄

浜田 多実雄（はまだ たみお、1972年8月21日 - ）は、日本中央競馬会（JRA）・栗東トレーニングセンターの調教師。大阪府出身。

## 来歴
高校卒業後、調理師の専門学校に入学する。その時にアルバイトとして働いていた喫茶店で競馬好きのマスターから勧められて競馬の世界を目指すことになる。
調理師免許を取得して学校を卒業し、三重ホーストレーニングセンターに就職する。4年半ほど働き1997年7月にJRA競馬学校厩務員課程に入学する。1998年1月に小林稔厩舎の厩務員になり6月から調教助手を務める。1999年厩舎解散のため谷潔厩舎に移籍する。2012年にJRA調教師免許試験に合格し、2013年2月末で定年解散となった新川恵厩舎を引き継ぐ形で栗東トレセンに厩舎を開業した。
2013年3月2日、初出走となる阪神5Rのテイエムオーライトは5着。同年9月8日、阪神4Rでアラタマユニバースが1着となり初勝利を飾る。
2018年3月10日に行われた中山牝馬ステークスでカワキタエンカが勝利し、重賞初制覇。
2019年12月7日の中京12Rで勝利し、現役148人目となるJRA通算100勝を1571戦目で達成した。
2025年8月3日、札幌7Rでカペルブリュッケが1着となり、現役105人目となるJRA通算200勝を3037戦目で達成した。

## 調教師成績

### 概要
|            | 日付          | 競馬場・開催  | 競走名             | 馬名               | 頭数 | 人気 | 着順 |
| ---------- | ------------- | ------------- | ------------------ | ------------------ | ---- | ---- | ---- |
| 初出走     | 2013年3月2日  | 1回阪神3日5R  | 3歳未勝利          | テイエムオーライト | 16頭 | 13   | 5着  |
| 初勝利     | 2013年9月8日  | 4回阪神2日4R  | 障害3歳以上未勝利  | アラタマユニバース | 9頭  | 2    | 1着  |
| 重賞初出走 | 2014年5月31日 | 3回京都11日8R | 京都ハイジャンプ   | テイエムオペラドン | 9頭  | 4    | 7着  |
| 重賞初勝利 | 2018年3月10日 | 2回中山5日11R | 中山牝馬ステークス | カワキタエンカ     | 14頭 | 6    | 1着  |
| G1初出走   | 2015年6月7日  | 3回東京2日11R | 安田記念           | サンライズメジャー | 17頭 | 10   | 11着 |

## 主な管理馬
- マルカフリート（増本豊調教師から引き継ぎ）
- カワキタエンカ（2018年中山牝馬ステークス）
- バビット（2020年ラジオNIKKEI賞、セントライト記念）
- バイオスパーク（2020年福島記念）
- ルークズネスト（2021年ファルコンステークス）

## 主な厩舎所属者
- 川端海翼（2022年-2023年 騎手）